# Врт Сенефера
Врт Сенефера је приказ врта у гробници ТТ96, (названој и "Гробница винограда") тебанске некрополе насупрот Луксора. У гробници је сахрањен Сенефер „градоначелник града“ (Тебе) и „надзорник амбара и поља, вртова и стоке Амуна“ за време владавине Аменхотепа II из 18. династије. Приказ је данас у лошем стању, али захваљујући верној копији коју је 1832. године направио Иполито Розелини (Ippolito Rosellini, 1800-1843) може се добити јасна представа о врту.

## Специфичност приказа египатских вртова и вила
Плановe кућа и окућница на египатским сликама није лако разумети без додатних објашњења. Уметници су хтели да ставе на једну слику велики број корисних идеја, тако да их имају све у исто време, што је довело до апсурдних представа. Хтели су да виде кућу и споља и изнутра, предњи и задњи изглед. Све оно што је расло у врту, приказивано је у бочном изгледу са различитих страна, у исто време. Цртежи су делом основа, а делом пројекције. Али кад се узме у обзир ова околност, информације које се добијају су вишеструке. Онда је прилично лако разумети слику из гробнице у Теби.

## Опис врта
Слика из гробнице представља потпуни план виле. Вилкинсон објашњава да уметник жели да представи и простор и време. Исти простор је дат у неколико виђења, а време као секвенца догађања. Објекти су приказивани не како су виђени него по сећању уметника.
Квадратни комад земље Сенеферовог летњиковца оивичен је зидом са ћерамидом, на врху (1). Сеновити дрворед (2) прати спољни зид, а канал (3) прекопута дрвореда, додаје осећај потпуне изолованости која доминира целим приказом. Спреда може да се уђе кроз велику капију (4) и две мање лево од ње (5). Кроз капију улази се право у кућицу (6), која је превелика у односу на остале детаље. Врата су једини детаљ на фасади. Нема сумње да је уметник желео да сугерише да је власник био врло богат човек, нагласивши лепоту главног улаза. Пут у средини био је главни приступ од капије ка главној згради (7) која је скривена далеко у врту. Између капије и куће, заузевши цео средишњи простор, простирао се виноград (8). Састојао се од шест пергола, чију конструкцију подржавају стубови. Тешко је реконструисати кућу господара, која је премала на приказу. Можда је имала предњи хол, као и већина египатских кућа, са три собе и спратом изнад? Са стране су биле цветне леје (9), а около дрвореди. Цео горњи врт је у изукрштан симетричним правим дрворедима сикоморе (Ficus sycomorus L.)(10), урми (Phoenix dactylifera L.)(11) и дум палми (Hyphaene thebaica (L.) Mart.)(12). И у остатку врта подједнако је приказан осећај за строгу симетрију. Врт са сваке стране има по четири одвојена дела различитих величина пресечена зидовима. Два од њих су вероватно воћњаци (13). Постоје још два дрвореда састављена од све три врсте стабала, посађена уз бочне зидове и одвојена ниским зидом. Поред дрвореда су два мала атрактивна отворена павиљона (14) с цветним лејама испред. Они гладају на правоугаоне базене, који су оивичени травњаком (15). У води су лелујави лотоси и патке које пливају. Два слична базена, али ротирана за 90о, су ближе предњем делу. 

## Карактеристике врта
Основне карактеристике овог врта су: 
1. квадратни плац оивичен високим зидом,
2. кућа скривена од погледа у хладовини стабала оживљена базенима са воденим птицама и зеленим ободом,
3. виноград у средини и дрвеће различитих врста у дрворедима.

Ако се погледа леп и правилан план, фина измена стабала, посађених уз пажљиво промишљање, елегантне форме укопаних базена, зналачки распоређени објекти, са дивљењем се препознаје формални врт у развијеном облику на самом прагу историје. Ритам, симетрија, и срећна комбинација елеганције и утилитарности - спој често пожељан у каснијим епохама - овде је у потпуности достигнут, а са њим и уживање у мирном заједништву са природом, изражавајући смисао за лепо у уредности. Осим тога постоји тенденција за раздвајањем појединих делова – шема која се често среће у каснијим временима. Следећа пријатна особина је потпуна надмоћ врта, у односу на који су сви објекти, укључујући и кућу за становање, подређени.